# Bulwerfasan
Der Bulwerfasan oder Weißschwanzfasan (Lophura bulweri) ist eine Hühnervogelart aus der Familie der Fasanenartigen, die auf Borneo endemisch ist. Er ist durch die schnell voranschreitende Abholzung seiner Lebensräume sowie durch Bejagung bedroht und wird daher von der IUCN als „gefährdet“ (vulnerable) eingestuft.
Das auffällige Balzverhalten des Bulwerfasans konnte bislang nur in Gefangenschaft beobachtet werden. Der Hahn schlägt dabei den Schwanz zu einem hochkant stehenden Halbkreis auf und die blauen Gesichtslappen schwellen zu einer beträchtlichen Länge an. Der Schwanz besteht aus bis zu 32 Federn, was die höchste Anzahl an Steuerfedern bei allen Vögeln ist. Vermutlich bestehen die mittleren aus umgebildeten Oberschwanzdecken.
Das Artepitheton ehrt den schottischen Naturforscher James Bulwer.

## Beschreibung
Die Körperlänge des Hahns liegt bei 77–78 cm, wovon 45–56 cm auf den Schwanz entfallen. Die Flügellänge liegt zwischen 255 und 260 mm und das Gewicht bei etwa 1,3 kg. Die Henne ist mit 55 cm Körperlänge und 17,5–19 cm Schwanzlänge kleiner. Ihre Flügellänge liegt zwischen 225 und 235 mm, das Gewicht bei 1,1 kg.
Die Geschlechter unterscheiden sich deutlich in der Gefiederfärbung. Beim Hahn fallen vor allem die lebhaft himmelblauen Gesichtslappen auf, die hinter den Augen ein eckiges „Ohr“ und am Schnabelwinkel einen herabhängenden Kehllappen bilden. Es handelt sich um Schwellkörper, die bei der Balz auf ein Vielfaches ihrer Länge anwachsen können, wobei die Kehllappen dann sehr lang zapfenförmig herabhängen und die Ohrlappen gerade in die Höhe stehen, was dem Hahn ein äußerst exotisches Aussehen verleiht. Im Profil sieht der herabgesenkte Kopf dann langgezogen sichelförmig aus und misst bei voller Schwellung bis zu 18 cm in der Höhe. Die Kehllappen sind jeweils am Ende schwarz gefleckt. Das Auge ist rot gerandet, die Iris karminrot. Der Schnabel ist schwarz, die Spitze aufgehellt. Das schwarze Körpergefieder glänzt an Kopf und Hals bläulich, am unteren Hals und der oberen Brust bräunlich rot. An der mattschwarzen unteren Brust finden sich schwach blauglänzende Säume. Die Federn der Oberseite sind samtartig gebändert und tragen blau glänzende Spitzen, die auf dem Rücken gepunktete Linien, zum Bürzel hin breite Säume bilden. Der seidig glänzende, schneeweiße Schwanz besteht beim adulten Hahn aus der ungewöhnlichen Anzahl von 30 bis 32 Steuerfedern – bei Junghähnen und der Henne liegt sie zwischen 24 und 26. Vermutlich bestehen die mittleren aus umgebildeten Oberschwanzdecken – nur diese Schwanzfedern sind mit dem Pygostyl verwachsen. Die Schwanzfedern sind sichelförmig herabgebogen und am Ende gespitzt. Bei den äußeren 6–7 Federpaaren ist der distale Teil der Schäfte kahl. Auch die Oberschwanzdecken sind weiß. Die Beine des Hahns sind karminrot und tragen am Lauf einen kurzen, weißlichen Sporn.
Bei der Henne kontrastiert die blaue, unbefiederte Gesichtsregion mit dem kastanienfarbenen Körpergefieder. Dieses ist fein schwarz gewellt, an der Kehle weißlich und an der Unterseite etwas heller. Das Wellenmuster ist hier verwaschener. Das Flügelgefieder ist dunkel kastanienfarben. Auch die Henne zeigt einen roten Augenring. Schnabel und Beine entsprechen denen des Hahnes. Ältere Hennen bilden teils angedeutete Sporne.
Junge Hähne mausern erst im zweiten Jahr in das Adultkleid. Das Jugendkleid ist trüber gefärbt, der Schwanz wie bei der Henne kastanienbraun. Ein Sporn ist bereits ausgeprägt, zeigt aber noch nicht die volle Länge.

## Stimme
Der Kontaktruf wird als durchdringend metallisches kuuk beschrieben. Als Alarmruf ist ein leises gack zu vernehmen, dass bei stärkerer Erregung laut und scharf gereiht wird. Der Revierruf ist schrill und durchdringend.

## Verbreitung und Bestand
Der auf Borneo endemische, monotypische Bulwerfasan kommt in den malayischen Staaten Sabah und Sarawak, dem indonesischen Teil der Insel und in Brunei vor. Früher wurde er in Teilen des Inselinneren als häufig beschrieben, so zum Beispiel auf der Hochebene Usun Apau in Sarawak. Weitere Vorkommen sind vom Kinabatangan, von den Oberläufen des Kapuas und des Mahakam und vom Gunung Mulu bekannt. 1995 wurde der Gesamtbestand auf unter 10.000 Tiere geschätzt. Obwohl es damals noch keine Anzeichen für einen Rückgang gab, ist heute aufgrund nachlassender Beobachtungen sowie der rasch um sich greifenden Landnutzung und der damit verbundenen Abholzungen eine akute Bedrohung zu befürchten. Zudem wird die Art bejagt und die zunehmende Zergliederung ihrer Lebensräume könnte dazu führen, dass sie in ihrem Wanderungsverhalten stark eingeschränkt wird.

## Lebensweise
Der Bulwerfasan bewohnt vorwiegend submontane Primärwälder in Höhen zwischen 300 und mindestens 1500 m. Er wurde bislang in Vorgebirgswäldern aus Flügelfruchtbäumen, in unteren Montanwäldern aus Eichen und Lorbeergewächsen, aber auch an Flüssen in der Ebene, im Trockendschungel und im Unterholz lichter Wälder angetroffen.
Es wird angenommen, dass die Art nomadisch lebt. Sie vergesellschaftet sich offenbar gern mit Bartschweinen oder dem Kleinkantschil und taucht unregelmäßig an Orten des Tieflands auf, an denen ein reiches Nahrungsangebot an herabgefallenen Waldfrüchten besteht. Manchmal ist sie dann aber für Jahre dort nicht mehr zu sehen. Zur Brutzeit, die im April beginnt, sucht der Bulwerfasan dann vermutlich wieder das Hügel- und Bergland auf.
Aufgrund ihres auffälligen Äußeren verhalten sich Hähne meist sehr scheu und fliegen bei Annäherung schnell auf. Hennen vertrauen eher auf ihre Tarnung und ducken sich auf den Boden.
Die Balz konnte bislang nur an Volierenvögeln beobachtet werden. Dabei streckt sich der Hahn mit angelegtem Gefieder in die Höhe und schlägt den Schwanz zu einem senkrechten und gerade zur Körperachse stehenden Rad auf, wobei die beiden Schwanzhälften eng aufeinander liegen und die mittleren Steuerfedern den Rücken berühren. Der ganze Vogel wirkt dann wie eine hochkant stehende Scheibe. In dieser Haltung schreitet der Hahn um die Henne herum und bleibt oft ruckartig stehen. Die kahlen Schäfte der äußeren Steuerfedern erzeugen im Laub des Waldbodens ein raschelndes Geräusch. Die Gesichtslappen sind zunächst nur unvollständig geschwollen und die Ohrlappen hängen noch an der Seite herab. Besteht voller Sichtkontakt und nur noch geringe Entfernung zur Henne, werden sie erst mit ruckartigen Kopfbewegungen umhergeschleudert. Dann werden sie aufgerichtet und der Hahn hält den Kopf gesenkt, so dass der Schnabel komplett zwischen den Lappen verschwindet und der Kopf im Profil wie eine blaue, langgestreckte Sichel aussieht. Der Hahn dreht sich immer wieder ruckartig um 180°, um dem Weibchen die Seite zuzuwenden. Dazu werden rau zischende, zweisilbige Rufe ausgestoßen. Auch bei Hennen und Jungvögeln wurden der seitlichen Präsentierhaltung ähnliche Verhaltenselemente beobachtet.
Das Gelege besteht aus 2–3 hell rötlich beigen Eiern von etwa 51 × 39 mm Größe, die 27 Tage lang bebrütet werden.